# Muzyka karnatacka

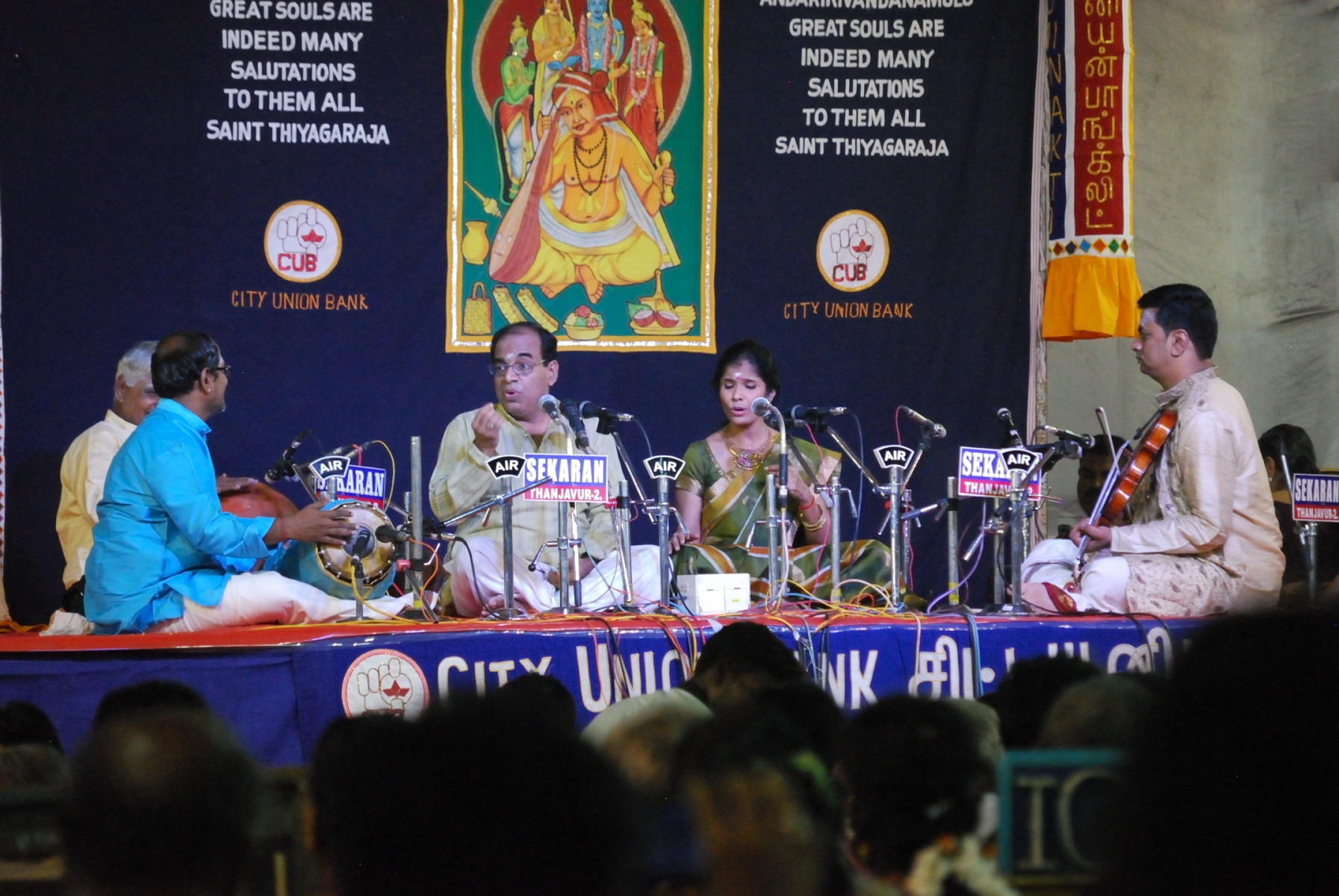
Występ muzyki karnatyckiej

Muzyka karnatacka (tamil: கருநாடக இசை Karnataka isai; hindi: कर्नाटक संगीत Karnatak sangit; ang.: Carnatic classical music) – południowo-indyjski styl w klasycznej muzyce indyjskiej, dominujący na obszarze obejmującym w przybliżeniu stany: Tamilnadu, Kerala, Karnataka i Andhra Pradesh.
Jeden z najstarszych systemów muzycznych na świecie. Wywodzi się w prostej linii z Samawedy, zasadnicze idee zostały spisane pomiędzy IV a II w. p.n.e. Obejmuje szereg gatunków i rodzajów muzycznych. W przeciwieństwie do muzyki hindustańskiej z północy subkontynentu, wpływy perskie są w tradycji karnatackiej znikome. Teksty istnieją zarówno w sanskrycie, jak i w lokalnych językach drawidyjskich.
Podstawowe instrumenty obejmują skrzypce, mridangam, i vinę.
Podstawowe pojęcia w tym stylu to raga (kompozycja melodyczna), podstawowych rag sklasyfikowano 72, oraz siedem cyklów rytmicznych, zwanych tala.